# Église Sainte-Eulalie de Sainte-Eulalie-en-Born
Pour les articles homonymes, voir Église Sainte-Eulalie.
L’église de Sainte-Eulalie se situe dans la commune de Sainte-Eulalie-en-Born, dans le département français des Landes. Elle est une étape sur la voie de Soulac du pèlerinage de Saint-Jacques-de-Compostelle.

## Historique
L'église daterait du XIIIe siècle, époque marquée par la présence des chevaliers de Malte. De l'église primitive, il ne subsiste que le chœur. L'édifice est restauré une première fois par l’architecte départemental Alexandre Ozanne entre 1875 et 1878, avec l'exhaussement des murs de la nef, la démolition et la reconstruction de l'abside et des voûtes, la construction des chapelles formant transept. Des réparations sont entreprises en 1928.
Effondrée pendant la deuxième guerre mondiale puis abandonnée, elle est reconstruite en 1957 à l'initiave du curé Pierre Ducourneau, puis inaugurée et consacrée le 28 septembre 1958 par monseigneur Mathieu.
La chapelle de la Vierge, à droite de la nef, contient une fresque représentant une Pietà réalisée en 1976 par le peintre français Archiguille, qui la restaure en 2006. L'église possède aussi une statue de Sainte Eutrope en bois polychrome du XVIIIe siècle.
Le cimetière qui entourait l’église est  déplacé en 1864. Son portail date de 1867.

## Galerie

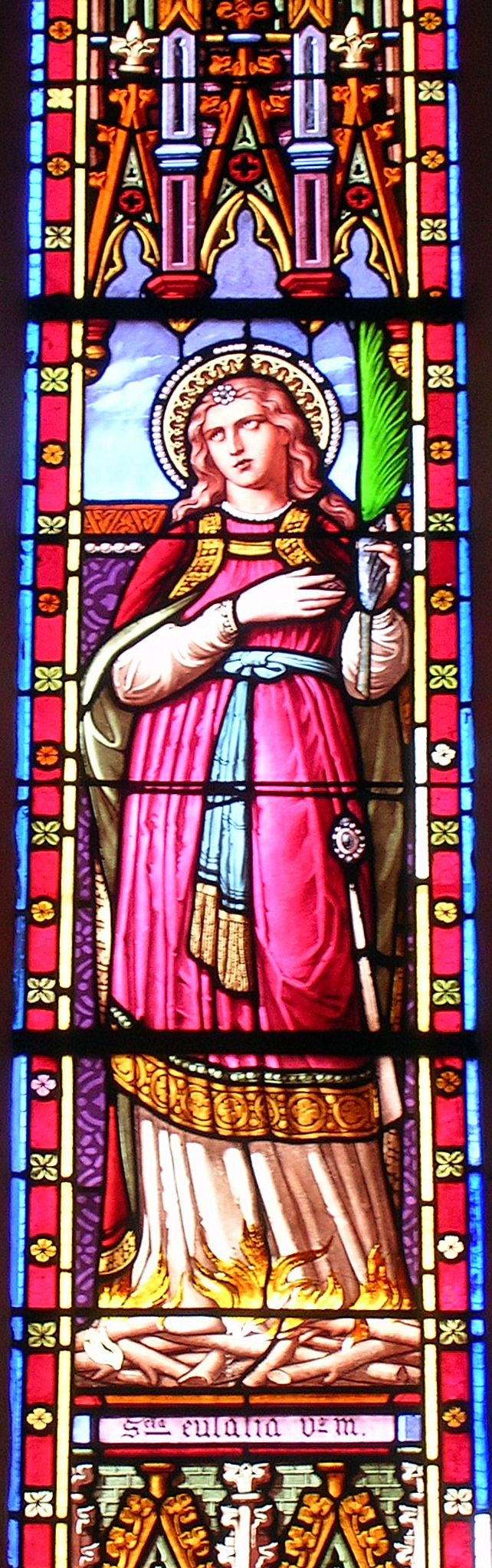
Vitrail représentant sainte Eulalie de Mérida, réalisé par Jean-Baptiste Anglade